# Arondismentul Abbeville
Arondismentul Abbeville (în franceză Arrondissement d'Abbeville) este un arondisment din departamentul Somme, regiunea Picardia, Franța.

## Subdiviziuni

### Cantoane
- Cantonul Abbeville-Nord (Abbekerke-Noord)
- Cantonul Abbeville-Sud (Abbekerke-Zuid)
- Cantonul Ailly-le-Haut-Clocher
- Cantonul Ault
- Cantonul Crécy-en-Ponthieu
- Cantonul Friville-Escarbotin
- Cantonul Gamaches
- Cantonul Hallencourt
- Cantonul Moyenneville
- Cantonul Nouvion
- Cantonul Oisemont
- Cantonul Rue
- Cantonul Saint-Valery-sur-Somme

### Comune
| 1. Abbeville (80001)                | 2. Acheux-en-Vimeu (80004)             | 3. Agenvillers (80006)                              | 4. Aigneville (80008)             |
| 5. Ailly-le-Haut-Clocher (80009)    | 6. Allenay (80018)                     | 7. Allery (80019)                                   | 8. Argoules (80025)               |
| 9. Arrest (80029)                   | 10. Arry (80030)                       | 11. Ault (80039)                                    | 12. Bailleul (80051)              |
| 13. Beauchamps (80063)              | 14. Bellancourt (80078)                | 15. Bernay-en-Ponthieu (80087)                      | 16. Biencourt (80104)             |
| 17. Le Boisle (80109)               | 18. Boismont (80110)                   | 19. Boufflers (80118)                               | 20. Bouillancourt-en-Séry (80120) |
| 21. Bourseville (80124)             | 22. Bouttencourt (80126)               | 23. Bouvaincourt-sur-Bresle (80127)                 | 24. Brailly-Cornehotte (80133)    |
| 25. Bray-lès-Mareuil (80135)        | 26. Brucamps (80145)                   | 27. Brutelles (80146)                               | 28. Buigny-Saint-Maclou (80149)   |
| 29. Buigny-l'Abbé (80147)           | 30. Buigny-lès-Gamaches (80148)        | 31. Bussus-Bussuel (80155)                          | 32. Béhen (80076)                 |
| 33. Béthencourt-sur-Mer (80096)     | 34. Cahon (80161)                      | 35. Cambrón (80163)                                 | 36. Canchy (80167)                |
| 37. Caours (80171)                  | 38. Cayeux-sur-Mer (80182)             | 39. Cerisy-Buleux (80183)                           | 40. Chépy (80190)                 |
| 41. Citerne (80196)                 | 42. Cocquerel (80200)                  | 43. Conteville (80208)                              | 44. Coulonvillers (80215)         |
| 45. Cramont (80221)                 | 46. Le Crotoy (80228)                  | 47. Crécy-en-Ponthieu (80222)                       | 48. Dargnies (80235)              |
| 49. Dominois (80244)                | 50. Domléger-Longvillers (80245)       | 51. Dompierre-sur-Authie (80248)                    | 52. Domqueur (80249)              |
| 53. Domvast (80250)                 | 54. Doudelainville (80251)             | 55. Drucat (80260)                                  | 56. Eaucourt-sur-Somme (80262)    |
| 57. Embreville (80265)              | 58. Ercourt (80280)                    | 59. Ergnies (80281)                                 | 60. Estréboeuf (80287)            |
| 61. Estrées-lès-Crécy (80290)       | 62. Favières (80303)                   | 63. Feuquières-en-Vimeu (80308)                     | 64. Fontaine-sur-Maye (80327)     |
| 65. Fontaine-sur-Somme (80328)      | 66. Forest-Montiers (80332)            | 67. Forest-l'Abbaye (80331)                         | 68. Fort-Mahon-Plage (80333)      |
| 69. Framicourt (80343)              | 70. Francières (80344)                 | 71. Franleu (80345)                                 | 72. Fressenneville (80360)        |
| 73. Frettemeule (80362)             | 74. Friaucourt (80364)                 | 75. Friville-Escarbotin (80368)                     | 76. Froyelles (80371)             |
| 77. Frucourt (80372)                | 78. Gamaches (80373)                   | 79. Gapennes (80374)                                | 80. Gorenflos (80380)             |
| 81. Grand-Laviers (80385)           | 82. Grébault-Mesnil (80388)            | 83. Gueschart (80396)                               | 84. Hallencourt (80406)           |
| 85. Hautvillers-Ouville (80422)     | 86. Hiermont (80440)                   | 87. Huchenneville (80444)                           | 88. Huppy (80446)                 |
| 89. Lamotte-Buleux (80462)          | 90. Lanchères (80464)                  | 91. Liercourt (80476)                               | 92. Ligescourt (80477)            |
| 93. Limeux (80482)                  | 94. Long (80486)                       | 95. Longpré-les-Corps-Saints (80488)                | 96. Machiel (80496)               |
| 97. Machy (80497)                   | 98. Maisnières (80500)                 | 99. Maison-Ponthieu (80501)                         | 100. Maison-Roland (80502)        |
| 101. Mareuil-Caubert (80512)        | 102. Martainneville (80518)            | 103. Mers-les-Bains (80533)                         | 104. Mesnil-Domqueur (80537)      |
| 105. Miannay (80546)                | 106. Millencourt-en-Ponthieu (80548)   | 107. Mons-Boubert (80556)                           | 108. Mouflers (80574)             |
| 109. Moyenneville (80578)           | 110. Méneslies (80527)                 | 111. Mérélessart (80529)                            | 112. Nampont (80580)              |
| 113. Neufmoulin (80588)             | 114. Neuilly-l'Hôpital (80590)         | 115. Neuilly-le-Dien (80589)                        | 116. Nibas (80597)                |
| 117. Nouvion (80598)                | 118. Noyelles-en-Chaussée (80599)      | 119. Noyelles-sur-Mer (80600)                       | 120. Ochancourt (80603)           |
| 121. Oneux (80609)                  | 122. Oust-Marest (80613)               | 123. Pendé (80618)                                  | 124. Ponches-Estruval (80631)     |
| 125. Pont-Remy (80635)              | 126. Ponthoile (80633)                 | 127. Port-le-Grand (80637)                          | 128. Quend (80649)                |
| 129. Quesnoy-le-Montant (80654)     | 130. Ramburelles (80662)               | 131. Rambures (80663)                               | 132. Regnière-Écluse (80665)      |
| 133. Rue (80688)                    | 134. Saigneville (80691)               | 135. Sailly-Flibeaucourt (80692)                    | 136. Saint-Blimont (80700)        |
| 137. Saint-Maxent (80710)           | 138. Saint-Quentin-en-Tourmont (80713) | 139. Saint-Quentin-la-Motte-Croix-au-Bailly (80714) | 140. Saint-Riquier (80716)        |
| 141. Saint-Valery-sur-Somme (80721) | 142. Sorel-en-Vimeu (80736)            | 143. Tilloy-Floriville (80760)                      | 144. Le Titre (80763)             |
| 145. Toeufles (80764)               | 146. Tours-en-Vimeu (80765)            | 147. Le Translay (80767)                            | 148. Tully (80770)                |
| 149. Valines (80775)                | 150. Vauchelles-les-Quesnoy (80779)    | 151. Vaudricourt (80780)                            | 152. Vaux-Marquenneville (80783)  |
| 153. Vercourt (80787)               | 154. Villers-sous-Ailly (80804)        | 155. Villers-sur-Authie (80806)                     | 156. Vironchaux (80808)           |
| 157. Vismes (80809)                 | 158. Vitz-sur-Authie (80810)           | 159. Vron (80815)                                   | 160. Wiry-au-Mont (80825)         |
| 161. Woignarue (80826)              | 162. Woincourt (80827)                 | 163. Yaucourt-Bussus (80830)                        | 164. Yonval (80836)               |
| 165. Yvrench (80832)                | 166. Yvrencheux (80833)                | 167. Yzengremer (80834)                             | 168. Épagne-Épagnette (80268)     |
| 169. Érondelle (80282)              |                                        |                                                     |                                   |